# Vermouth

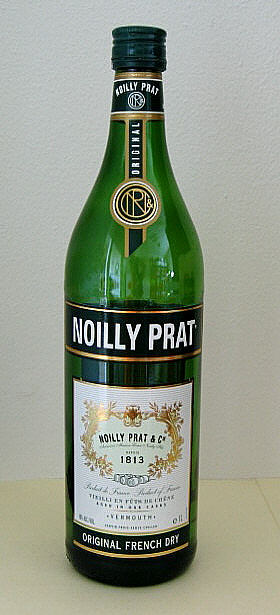
Một chai vermouth

Vermouth là loại rượu vang nồng, một loại rượu vang cường hóa mạnh, đó đã được chuyển đổi thành một loại rượu mạnh, được tạo mùi vị bằng cách thêm một số nguyên liệu thực vật (rễ cây, vỏ cây, hạt, thảo dược, gia vị). Thông thường rượu này có chứa 15 đến 18 phần trăm cồn. Tên của nó bắt nguồn từ một thực vật gọi là Artemisia absinthium, làm cho nó có hương vị hơi đắng. Trong hình thức hiện tại của nó, Vermouth lần đầu tiên được sản xuất lần đầu tại Turin, trong năm 1757. Trong thế kỷ 19, nó đã được sản xuất tại Pháp. Đôi khi vermouth được sử dụng như là một thay thế cho rượu trắng trong nấu ăn.
Trong khi vermouth theo truyền thống được sử dụng làm dược phẩm, loại rượu nào nổi tiếng khi trở thành thức khai vị, với các quán cà phê ở Turin phục vụ cho khách suốt ngày. Tuy nhiên, cuối thế kỷ 19, nó trở nên phổ biến với những người pha chế sử dụng nó là một trong những thành phần chính pha cocktail còn tồn tại đến ngày nay, như Martini, Manhattan, Rob Roy và Negroni. Ngoài ra được dùng làm món khai vị và thành phần cocktail, vermouth đôi khi được sử dụng làm một loại rượu vang trắng thay thế khi nấu nướng.
Trong lịch sử, đã có hai loại vermouth, ngọt và khan.
Do nhu cầu và cạnh tranh, các nhà sản xuất vermouth (như Noilly Prat và Cinzano) đã tạo thêm các loại khác, bao gồm trắng siêu khan, trắng ngọt (bianco), đỏ, hổ phách (ambre hay rosso), và rosé. Vermouth được sản xuất bằng cách bắt đầu với một cơ sở rượu vang nho trung tính hoặc nước nho ép rượu chưa lên men. Mỗi nhà sản xuất cho biết thêm thêm cồn và một hỗn hợp các thành phần khô, bao gồm thảo dược, rễ cây và vỏ cây thơm, với rượu vang cơ bản, vang cơ bản cộng rượu mạnh hoặc chỉ rượu mạnh - có thể được cất lại trước khi thêm vào rượu vang hoặc nước ép nho rượu chưa lên men. Sau khi rượu được làm thơm và cường hóa, vermouth được làm ngọt bằng một trong hai đường mía hoặc đường caramel, tùy thuộc vào kiểu. Các công ty Ý và Pháp sản xuất nhiều vermouth nhất thế giới.
Vermouth không giống như rượu mạnh được gọi là Absinthe. Rượu absinthe được dựa trên Artemisia absinthium, nhưng nó có hàm lượng 45-50 độ cồn.
Sản xuất: Vermouth là một loại rượu có hương vị thảo mộc và gia vị. Thường chứa ngải cứu (quinine, quế, ...). Nó được sản xuất bằng cách ngâm hoặc truyền thảo mộc vào rượu, sau đó thêm rượu vào. Có thể khô, bán khô hoặc ngọt.

## Sản xuất, nguyên liệu và hương vị
Một số loại vang nho, bao gồm Clairette blanche, Piquepoul, Bianchetta Trevigiana, Catarratto và Trebbiano, thường được sử dụng làm nguyên liệu cơ sở của vermouth. Từ những loại nho này, rượu vang trắng nhẹ được sản xuất từ những nhà sản xuất vermouth. Rượu vang có thể để cho già một chút trước khi thêm các nguyên liệu khác vào. Đối với vermouth ngọt, siro được thêm vào trước khi rượu vang được nâng độ với cồn. Cồn được thêm vào thường là một loại spirit nho trung tính, nhưng nó cũng có thể đến từ các nguồn thực vật như củ cải đường. Rượu vang sau đó được đặt vào thùng lớn với những nguyên liệu khô đã bỏ sẵn vào. Hỗn hợp này được khuấy đến khi các nguyên liệu khô đã được hấp thụ và rượu sẵn sàng để uống. Màu caramel được thêm vào để làm vermouth đỏ. Hầu hết các loại vermouth được đóng chai ở khoảng 16% đến 18% độ, so với 9–14% độ với hầu hết các loại rượu nâng độ.
Các nguyên liệu gia vị trong vermouth bao gồm đinh hương, quế, quinin, vỏ cam, bạch đậu khấu, origanum majorana, chamomile, rau mùi, juniper, hyssop, và gừng. Việc cấm sử dụng artemisia absinthium làm nguyên liệu bắt đầu từ thế kỷ 20 tại một số nước làm giảm mạnh việc sử dụng nó trong vermouth, nhưng một lược nhỏ của loại rau thơm này vẫn đôi khi vẫn được sử dụng trong các sản phẩm của nghệ nhân. Công thức làm Vermouth của từng hãng có thể thay đổi, với hầu hết nhà sản xuất đều tiếp thị có hương vị và phiên bản độc đáo. Các nhà sản xuất Vermouth đều giữ bí mật về công thức của họ.
Thuật ngữ "vermouth Ý" thường được sử dụng để đề cập đến loại vermouth màu đỏ, đắng, hơi ngọt. Loại vermouth này còn được gọi là "rosso." Nhãn hiệu "vermouth Pháp" thường đề cập đến loại vermouth nhạt, khô và đắng hơn vermouth ngọt. Độ đắng thêm vào thường có được bằng nhục đậu khấu và/hoặc vỏ cam đắng trong công thức. Bianco là tên đặt cho loại vermouth ngọt, nhạt màu hơn.

## Sử dụng

### Thức uống
Vermouth là một nguyên liệu phổ biến cho cocktail, đặc biệt trong Martinis và Manhattans. Khi chỉ uống riêng vermouth, nó thường là một apéritif. Vermouth được sử dụng làm nguyên liệu trong nhiều loại cocktails khác nhau, vì mọi người thấy nó là thứ lý tưởng để giảm độ cồn trong cocktail rượu mạnh, vả tạo ra hương vị thảo mộc dễ chịu để dung hòa vị rượu. Như đã nói, vermouth là một nguyên liệu trong martini, một trong những loại cocktail phổ biến và nổi tiếng nhất. Ban đầu, martinis sử dụng vermouth ngọt. Tuy nhiên khoảng năm 1904, vermouth khô hơn của Pháp bắt đầu được sử dụng trong cocktail. Thuật ngữ "martini khô" ban đầu nghĩa là sử dụng vermouth khô hơn để trộn, không phải ít vermouth hơn như nó được sử dụng ngày nay.
Cuốn sách của Sharon Tyler Herbst, The Ultimate A-To-Z Bar Guide, liệt kê 112 loại cocktail sử dụng vermouth khô và 82 loại sử dụng vermouth ngọt. Cocktail sử dụng vermouth khô hoặc ngọt đều bao gồm Americano, Bronx, Gibson, Manhattan, Negroni, Rob Roy, và Rose. Biến thể của các công thức cocktail sử dụng lượng vermouth khô và ngọt bằng nhau được gọi là perfect, như trong Perfect Manhattan.

### Nấu ăn
Trong khi vermouth có thể sử dụng để thay thế cho vang trắng trong các công thức nấu ăn, bởi vì nó có nhiều hương vị hơn rượu vang, hương vị của nó có thể trở nên quá mạnh trong một số món. Thảo mộc trong vermouth khô khiến nó trở thành một nguyên liệu hấp dẫn cho các món cá hoặc làm nước sốt cho các loại thịt, bao gồm lợn và gà.

### Lưu trữ
Vì vermouth được nâng độ, một chai đã mở sẽ không bị chua nhanh như vang trắng. Tuy nhiên vermouth đã mở sẽ dần dần giảm giá trị. Gourmet khuyến nghị rằng vermouth đã mở nên được tiêu thụ trong vòng một đến ba tháng và nên được để trong tủ lạnh để giảm oxy hóa.